# 木村公一 (官僚)
木村公一（きむら こういち）は、日本の財務官僚。財務省主計局主計企画官（調整担当）。

## 来歴
麻布高等学校から東京大学文科一類に入学。東京大学法学部を卒業し、2001年 財務省入省（大臣官房秘書課）。2006年6月からコロンビア大学へ留学。
山本幸三内閣府特命担当大臣秘書官（事務担当）（内閣府大臣官房総務課秘書室）、大臣官房地方課総務調整企画室長、大臣官房秘書課財務官室長兼大臣官房秘書課長補佐、大臣官房文書課広報室長などを務める。
2020年8月1日 （株）東芝経営企画部。2021年7月9日 内閣官房内閣参事官（内閣官房副長官補付）兼内閣官房情報通信技術総合戦略室参事官。同年9月1日 デジタル庁統括官付参事官（マイナンバー制度担当）。マイナンバー制度の利活用に取り組む。2024年7月12日 主計局主計企画官（調整担当）。

## 略歴
- 2001年4月：財務省入省（大臣官房秘書課）[3]。
- 2003年：熊本国税局調査査察部[3]。
- 2004年7月：理財局国債企画課[3]。
- 2006年6月：コロンビア大学へ留学[3]。
- 2007年7月：外務省在シンガポール大使館二等書記官。
- 2010年：大臣官房秘書課財務官室課長補佐。
- 2011年：理財局計画官補佐（地方財政係）。
- 2013年：主計局主計官補佐（厚生労働第二係主査）。
- 2015年7月：主計局主計官補佐（総務第一係主査）。
- 2016年8月：山本幸三内閣府特命担当大臣秘書官（事務担当）（内閣府大臣官房総務課秘書室）。
- 2017年8月：大臣官房地方課総務調整企画室長。
- 2018年7月9日：大臣官房秘書課財務官室長 兼 大臣官房秘書課長補佐。
- 2019年7月5日：大臣官房文書課広報室長。
- 2020年7月：大臣官房付。
- 2020年8月1日：（株）東芝経営企画部。
- 2021年7月9日：内閣官房内閣参事官（内閣官房副長官補付） 兼 内閣官房情報通信技術総合戦略室参事官。
- 2021年9月1日：デジタル庁統括官付参事官（マイナンバー制度担当）。
- 2024年7月12日：主計局主計企画官（調整担当）。